# حارة أهل محمود (الكود)
 أهل محمود هي إحدى حارات حي صالح جميع بمدينة الكود التابعة لمحافظة أبين، بلغ تعداد سكانها 150 نسمة حسب تعداد اليمن لعام 2004.